# 安條克·伊厄拉斯
安條克（獵鷹）（希臘語：Aντιoχoς Ιεραξ；公元前226年被殺），因他的貪婪和充滿野心的性格而得名，是希臘化塞琉古帝國的分離主義統治者、塞琉古國王安條克二世與勞廸絲一世的幼子。他自立為王。

## 生平
前246年父親死後，安條克對哥哥塞琉古二世發動戰爭，以圖將安那托利亞作為自己的獨立王國。這次戰爭持續了好幾年，但安條克最終被完全打敗，主要歸因於帕加馬國王阿塔羅斯一世。安條克──當時的塞琉古在小亞細亞的統治者──與高盧人結盟攻擊阿塔羅斯，阿塔羅斯在兩場戰役中都將他們擊退。安條克在之後單獨面對抗阿塔羅斯的戰役都失敗：在赫勒斯滂弗里吉亞，他可能想尋求岳父比提尼亞國王的庇護；前228年在首都薩迪斯城（Sardis）；在南至卡亞Maeander河的一條支流的最後一役。阿塔羅斯將安條克逐出安那托利亞，奪取了塞琉古在小亞細亞的控制權，其勢力北至托拉斯山脈。其後，安條克流亡到埃及，但在那裡被強盜所殺。

## 婚姻
安條克的妻子是比希尼亞國王基阿埃拉斯（Ziaelas）的女兒。